# كأس الاتحاد الإنجليزي 1880–81
كأس الاتحاد الإنجليزي 1880–81 (بالإنجليزية: 1880–81 FA Cup)‏ هو الموسم 10 من  كأس الاتحاد الإنجليزي. أقيم خلال الفترة 23 أكتوبر 1880 وحتى 9 أبريل 1881، وكان عدد الأندية المشاركة فيه  62، وفاز فيه Old Carthusians F.C. ‏.